# Flo Rida
Tramar Dillard (sinh ngày 16 tháng 9 năm 1979), hay còn được biết đến với nghệ danh Flo Rida, là một rapper và ca sĩ người Mỹ. Lúc thiếu niên, anh đã tham gia lưu diễn cùng với nhóm rap địa phương 2 Live Crew. Sau đó, anh xuất hiện trong nhiều bài rap mixtape nổi tiếng và những album phòng thu, đáng chú ý là We the Best vào năm 2006. Mail on Sunday là album solo đầu tay của Flo Rida; đĩa đơn đầu tiên của nó "Low", hợp tác với T-Pain đã trở thành hit #1 trong 10 tuần đầu của năm 2008. Hai đĩa đơn khác từ Mail on Sunday: "Elevator" và "In the Ayer". Năm 2009, album phòng thu thứ hai của anh R.O.O.T.S. đã được ra mắt; đĩa đơn của nó "Right Round" đã chiếm 6 tuần liên tiếp trên đầu bảng xếp hạng Hot 100.

## Danh sách đĩa nhạc
Album phòng thu:
- 2008: Mail on Sunday
- 2009: R.O.O.T.S.
- 2010: Only One Flo (Part 1)
- 2012: Wild Ones

## Giải thưởng và đề cử
- American Music Awards[3]
  - 2008: Breakthrough Performer (Đề cử)
  - 2008: Favorite Male Hip-Hop Artist (Đề cử)
- MuchMusic Video Awards[4]
  - 2008: Best International Video - Artist "Low" (Đề cử)
- BET Awards[5]
  - 2008: Best New Artist (Đề cử)
  - 2008: Best Collaboration: "Low" with T-Pain (Đề cử)
- BET Hip Hop Awards[6]
  - 2008: Ringtone of the Year: "Low" hợp tác với T-Pain (Đề cử)
  - 2008: Best Hip Hop Collabo: "Low" hợp tác với T-Pain (Đề cử)
  - 2008: Rookie of the Year (Đề cử)
- Teen Choice Awards[7]
  - 2008: Choice Music: Hook-Up - "Low" hợp tác với T-Pain (Đề cử)
  - 2008: Choice Music: Rap Artist (Đề cử)
  - 2008: Choice Music: Breakout Artist (Đề cử)
  - 2008: Choice Music: "In the Ayer" hợp tác với will.i.am(Đề cử)
- MTV Video Music Awards[8]
  - 2008: Best Male Video - "Low" hợp tác với T-Pain (Đề cử)
  - 2008: Best Hip Hop Video - "Low" hợp tác với T-Pain (Đề cử)
- Grammy Awards[9]
  - 2009: Best Rap/Sung Collaboration - "Low" hợp tác với T-Pain (Đề cử)
  - 2009: Best Rap Song - "Low" hợp tác với T-Pain (Đề cử)
  - 2009: Best Rap Album - R.O.O.T.S. (Đề cử)
- People's Choice Awards[10]
  - 2009: Favorite Hip Hop Song - "Low" hợp tác với T-Pain (Nhận giải)
- MTV Australia Awards[11]
  - 2009: Best Video - "Low" hợp tác với T-Pain (Đề cử)
  - 2009: Best Collaboration - "Running Back" by Jessica Mauboy hợp tác với Flo Rida (Đề cử)
- MOBO Awards[12]
  - 2009: Best Song - "Low" hợp tác với T-Pain (Đề cử)